# Pontinus leda
Pontinus leda és una espècie de peix pertanyent a la família dels escorpènids.

## Descripció
- Fa 27 cm de llargària màxima.
- És de color vermellós amb taques negres a la part dorsolateral del cap, el cos, l'aleta dorsal i l'aleta caudal.[5][6]

## Hàbitat
És un peix marí, demersal i de clima tropical (2°S-19°S) que viu entre 91-400 m de fondària.

## Distribució geogràfica
Es troba a l'Atlàntic oriental: des del sud del golf de Guinea fins al sud-oest d'Àfrica (0° 02′ S-18° 45′ S).

## Observacions
És inofensiu per als humans.